# Hrabstwo Franklin (Vermont)
Hrabstwo Franklin (ang. Franklin County) – hrabstwo w stanie Vermont w Stanach Zjednoczonych. Obszar całkowity hrabstwa obejmuje powierzchnię 692,02 mil² (1792,32 km²). Według szacunków United States Census Bureau w roku 2009 miało 47 746 mieszkańców.
Hrabstwo powstało w 1792 roku. 

## Miasta (city)
- St. Albans

## Gminy (town)
- Bakersfield
- Berkshire
- Enosburgh
- Fairfax
- Fairfield
- Fletcher
- Franklin
- Georgia
- Highgate
- Montgomery
- Richford
- Sheldon
- St. Albans
- Swanton[4]

## CDP
- Richford[4]

## Wsie
- Enosburg Falls
- Swanton[4]

| Populacja hrabstwa w poprzednich latach | Populacja hrabstwa w poprzednich latach |
| Rok                                     | Liczba ludności                         |
| --------------------------------------- | --------------------------------------- |
| 1980                                    | 34 800                                  |
| 1990                                    | 39 980                                  |
| 2000                                    | 45 417                                  |
| 2005                                    | 47 914                                  |